# Tragédie při hromadné tlačenici v Soulu 2022
K tragédii při hromadné tlačenici v Soulu došlo 29. října 2022 při oslavě Halloweenu. Zemřelo 159 lidí, dalších přibližně 150 bylo zraněno. Celé akce se mohlo zúčastnit až 100 tisíc lidí a to i díky tomu, že se akce odehrála po dvou letech bez koronavirových opatření.

## Průběh
Místní mediální skupiny uvedly, že lidé se tlačili do baru kvůli zvěsti, že je v něm přítomna neznámá celebrita. Ulice, v níž k incidentu došlo, navazovala na hlavní ulici, přičemž silnice se svažovala dolů a nakonec se střetla s jinou ulicí, což způsobilo, že se lidé nacpali a tlačili podél úzkého úseku silnice. Ulice byla dlouhá jen asi 50 metrů a široká 5 metrů, což zcela znemožňovalo vjezd záchranným složkám. Záchranáři uvedli, že nejméně 81krát volali lidé, kteří měli dýchací potíže. Fotografie a videa na sociálních sítích ukazovaly scény zmatku, jak se účastníci festivalu oblečení v kostýmech pokoušeli oživovat zraněné.
Do ulic bylo k ošetření zraněných nasazeno více než osm set záchranářů a 140 vozidel z celé země, včetně veškerého dostupného personálu v hlavním městě. Jihokorejský prezident Jun Sok-jol nařídil nasazení záchranářů specializovaných na pomoc po katastrofách.